# Caleb Ndiku
Caleb Mwangangi Ndiku (Machakos, 9 ottobre 1992) è un mezzofondista keniota.

## Progressione

### 1500 metri piani
| Stagione | Tempo    | Luogo   | Data      | Rank. Mond. |
| -------- | -------- | ------- | --------- | ----------- |
| 2013     | 3'29"50  | Monaco  | 19-7-2013 | 3º          |
| 2012     | 3'32"39  | Losanna | 23-8-2012 | 12º         |
| 2011     | 3'32"02  | Hengelo | 29-5-2011 | 14º         |
| 2010     | 3'37"30  | Moncton | 22-7-2010 | 80º         |
| 2009     | 3'38"2 m | Nairobi | 16-6-2009 | 89º         |

### 5000 metri piani
| Stagione | Tempo    | Luogo    | Data      | Rank. Mond. |
| -------- | -------- | -------- | --------- | ----------- |
| 2013     | 13'03"80 | Roma     | 6-6-2013  | 13º         |
| 2010     | 13'18"96 | Yokohama | 5-12-2010 | 67º         |

## Palmarès
| Anno | Manifestazione          | Sede           | Evento         | Risultato | Prestazione | Note                          |
| ---- | ----------------------- | -------------- | -------------- | --------- | ----------- | ----------------------------- |
| 2009 | Mondiali allievi        | Bressanone     | 1500 m piani   | Argento   | 3'38"42     |                               |
| 2010 | Mondiali di cross       | Bydgoszcz      | Corsa juniores | Oro       | 22'07"      |                               |
| 2010 | Mondiali di cross       | Bydgoszcz      | A squadre      | Oro       | 10 p.       |                               |
| 2010 | Mondiali juniores       | Moncton        | 1500 m piani   | Oro       | 3'37"30     | Miglior prestazione personale |
| 2011 | Giochi panafricani      | Maputo         | 1500 m piani   | Oro       | 3'39"12     |                               |
| 2012 | Campionati africani     | Porto-Novo     | 1500 m piani   | Oro       | 3'35"71     | Record dei campionati         |
| 2014 | Mondiali indoor         | Sopot          | 3000 m piani   | Oro       | 7'54"94     |                               |
| 2014 | Giochi del Commonwealth | Glasgow        | 5000 m piani   | Oro       | 13'12"07    |                               |
| 2014 | Campionati africani     | Marrakech      | 5000 m piani   | Oro       | 13'34"27    |                               |
| 2015 | Mondiali                | Pechino        | 5000 m piani   | Argento   | 13'51"75    |                               |
| 2016 | Mondiali indoor         | Portland       | 3000 m piani   | 5º        | 7'58"81     |                               |
| 2016 | Giochi olimpici         | Rio de Janeiro | 5000 m piani   | Batteria  | 13'26"63    |                               |

## Campionati nazionali
2011
- 6º ai campionati kenioti, 1500 m piani - 3'35"50

2012
- Oro ai campionati kenioti, 1500 m piani - 3'33"85

2014
- Argento ai campionati kenioti, 5000 m piani - 13'30"45

## Altre competizioni internazionali
2011
- Bronzo all'Adidas Grand Prix ( New York), 1500 m piani - 3'37"04

2012
- Argento al Bauhaus-Galan ( Stoccolma), 3000 m piani - 7'30"99
- Argento ai Bislett Games ( Oslo), miglio - 3'50"00

2013
- Bronzo all'Herculis ( Monaco), 1500 m piani - 3'29"50

2014
- Oro in Coppa continentale ( Marrakech), 3000 m piani - 7'52"64
- Vincitore della Diamond League nella specialità dei 3000 / 5000 m piani (15 punti)
- Oro al Prefontaine Classic ( Eugene), 5000 m piani - 13'01"71
- Argento ai Bislett Games ( Oslo), 5000 m piani - 13'02"05

2015
- 5º al Memorial Van Damme ( Bruxelles), 5000 m piani - 13'05"30
- Oro all'Herculis ( Monaco), 3000 m piani - 7'35"13